# Champion (britische Automarke)
Champion war eine britische Automarke.

## Unternehmensgeschichte
Das Unternehmen begann 1899 mit der Produktion von Automobilen. Der Markenname lautete Champion. Im gleichen Jahr endete die Produktion.

## Fahrzeuge
Im Angebot standen Kleinwagen. Ein Einzylindermotor von De Dion-Bouton mit 1,75 PS Leistung trieb das Fahrzeug an. Die offene Karosserie bot Platz für eine Person.